# East Grange Mill

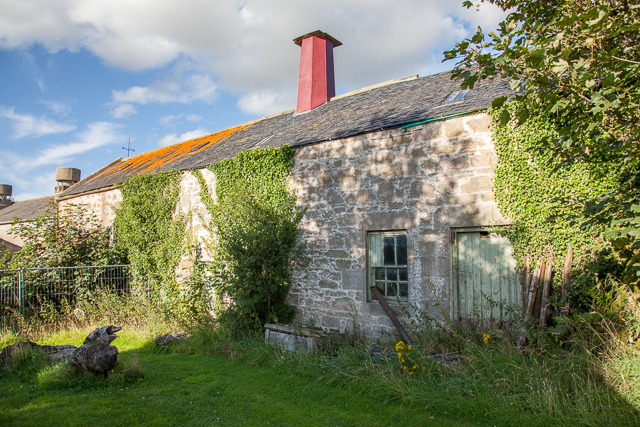
East Grange Mill

Die East Grange Mill ist eine Wassermühle nahe der schottischen Ortschaft Kinloss in der Council Area Moray. 1989 wurde das Bauwerk in die schottischen Denkmallisten in der höchsten Denkmalkategorie A aufgenommen.

## Geschichte
Seit dem Mittelalter zählten die Ländereien zu den Besitztümern der Kinloss Abbey, deren Mönche dort Landwirtschaft betrieben. Möglicherweise befand sich zu diesen Zeiten bereits eine Mühle am Standort. Gesichert ist das Vorhandensein einer Mühle ab etwa 1590. Die heutige East Grange Mill wurde im mittleren bis späten 19. Jahrhundert errichtet. Möglicherweise wurden Fragmente eines Vorgängerbauwerks, das 1746 beschrieben wurde, in die Struktur integriert. 1976 wurde der regelmäßige Mühlbetrieb eingestellt. Die East Grange Mill wurde in der Folgezeit jedoch gelegentlich zum Brechen von Tierfutter genutzt.
2009 wurde die ungenutzte East Grange Mill in das Register gefährdeter denkmalgeschützter Bauwerke in Schottland aufgenommen. 2012 wurde mit ihrer Restaurierung begonnen. Die Arbeiten blieben jedoch unvollendet. 2015 wurde der Zustand der Mühle als schlecht bei gleichzeitig moderater Gefährdung eingestuft.

## Beschreibung
Die Getreidemühle steht isoliert an einem Hang rund 2,5 Kilometer östlich von Kinloss. Sie besteht aus einem länglichen zweigeschossigen Bruchsteinbau, der mit Harl verputzt ist. Mittig ragt der oktogonale Ventilationsturm der Darre auf. Entlang der Fassaden sind verschiedene Fenster und Türen eingelassen. Das hölzerne, oberschlächtige Wasserrad ist mit Stahlrahmen und acht Speichen ausgeführt. Es durchmisst 4,1 Meter bei einer Breite von 1,37 Metern. Ein Mühlkanal, der über ein Wehr aus dem Kinloss Burn gespeist wird, der schließlich in den Findhorn entwässert, treibt das Wasserrad an.
Die innenliegende Mechanik ist komplett erhalten. Die East Grange Mill verfügt über zwei Paare Mahlsteine, von denen eines 1898 gefertigt wurde.